# Glypta occidentalis
Glypta occidentalis är en stekelart som beskrevs av Dasch 1988. Glypta occidentalis ingår i släktet Glypta och familjen brokparasitsteklar. Inga underarter finns listade i Catalogue of Life.